# Hot for Teacher
Hot for Teacher är en låt av det amerikanska rockbandet Van Halen, släppt som den fjärde och sista singeln från albumet 1984. VH1 tyckte att det var den 36:e bästa hårdrockslåten någonsin.
Musikvideon regisserades av Pete Angelus och David Lee Roth. Videon handlar om den unge Waldo, som inte riktigt passar in i skolan. Men när den nya lärarinnan, spelad av fotomodellen Lillian Müller, gör entré, får Waldo annat att tänka på.